# Zakir
Zakir (arab. ذكير) – wieś w Syrii, w muhafazie As-Suwajda. W 2004 roku liczyła 519 mieszkańców.